# 莫里斯·德·瓦萊夫
莫里斯·德·瓦萊夫（法語：Maurice de Waleffe，1874年7月14日—1946年3月29日）出生於比利時的布魯塞爾，曾經是一名報紙的經營者。

## 生平
他最著名的是事業巔峰，是1911年起至1944年擔任巴黎南報的發行人，並在1920年創辦法國小姐的前身：La plus belle Femme de France（法國最美麗的女人），這是全世界歷史最悠久、迄今仍繼續舉辦的選美活動，此後這項活動影響了全世界。